# رالينغن
رالينغن (بالنرويجية: Rælingen)‏ بلدية في مقاطعة آكرشوس بالنرويج وتعد جزءا من مقاطعة رومريك التاريخية. المقر الإداري للبلدية هو قرية فياردينغبي. رالينغن انفصلت عن فيت سنة 1929 لتشكل بلدية مستقلة.

## التسمية
أشير للاسم لأول مرة حوالي 1400 (وكان يهجأ i Ræling) ومعنى الاسم غير معروف.

## شعار النبالة
شعار النبالة اُعتمد سنة 1981 وهو يصور مذارة بلون ذهبي مع خلفية خضراء ويرمز لأهمية الزراعة في المنطقة. عُرفت رالينغن بإنتاج الدريس. المذارة ممثلة بثلاثة أسنان وترمز للأنهار الثلاثة التي تمر بالبلدية: نيتيلفا، لايرا وغلوما.

## الجغرافيا
تقع رالينغن بين بلدتي فيت ولورنسكوغ وتضم الجزء الشمالي لبحيرة أويرين. أهم القرى المأهولة في البلدية: رالينغن، فياردينغبي، لوفانستاد ونوربدي. أجزاء كبيرة من البلدية تتميز بكثافة منخفضة أو ليست مأهولة على الإطلاق وأغلبها مغطى بالغابات.

## المجموعات العرقية
عدد الأقليات (الجيل الأول والثاني) في رالينغن (2015):
| الموطن الأصلي | العدد |
| ------------- | ----- |
| بولندا        | 456   |
| فيتنام        | 343   |
| إيران         | 308   |
| باكستان       | 301   |
| السويد        | 160   |
| العراق        | 142   |
| ليتوانيا      | 113   |
| أفغانستان     | 101   |

## اتفاقيات التوأمة
رالينغن لديها اتفاقيات توأمة مع كل من:
- كيركونومي، فنلندا الجنوبية، فنلندا.
- مونكدال، مقاطعة فسترا يوتالاند، السويد.

## أعلام
- كريستوفر ايير
- هارييت أندرياسن

## روابط خارجية
معلومات حول البلدية في موقع الإحصاءات النرويجي.